# Hem

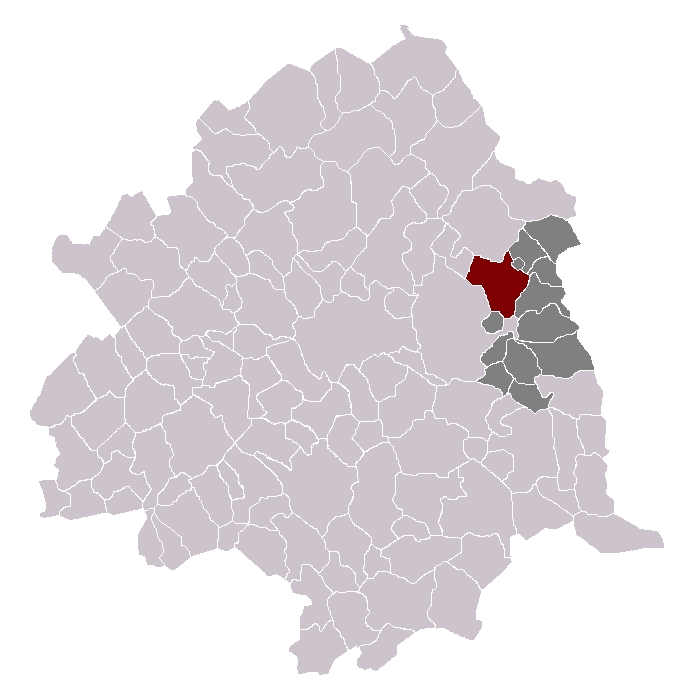
Ubicació de Hem dins el cantó i el departament

Hem és un municipi francès, situat a la regió dels Alts de França, al departament del Nord. L'any 2006 tenia 18.248 habitants. Limita al nord-oest amb Croix, al nord amb Roubaix, al nord-est amb Lannoy i Lys-lez-Lannoy, a l'oest amb Villeneuve-d'Ascq, a l'est amb Toufflers, al sud amb Forest-sur-Marque i al sud-est amb Sailly-lez-Lannoy.

## Demografia
| Evolució de la població |       |       |       |       |       |       |       |       |
| 1793                    | 1800  | 1806  | 1821  | 1831  | 1836  | 1841  | 1846  | 1851  |
| 1 590                   | 1 539 | 1 614 | 1 732 | 1 986 | 2 070 | 2 107 | 2 209 | 2 289 |

| 1856  | 1861  | 1866  | 1872  | 1876  | 1881  | 1886  | 1891  | 1896  |
| ----- | ----- | ----- | ----- | ----- | ----- | ----- | ----- | ----- |
| 2 390 | 2 516 | 2 688 | 2 814 | 3 061 | 3 320 | 3 712 | 4 185 | 4 312 |

| 1901  | 1906  | 1911  | 1921  | 1926  | 1931  | 1936  | 1946  | 1954  |
| ----- | ----- | ----- | ----- | ----- | ----- | ----- | ----- | ----- |
| 4 700 | 4 821 | 4 876 | 4 822 | 5 244 | 5 895 | 6 733 | 6 105 | 9 059 |

| 1962   | 1968   | 1975   | 1982   | 1990   | 1999   | 2006 | 2011 | 2016 |
| ------ | ------ | ------ | ------ | ------ | ------ | ---- | ---- | ---- |
| 13 687 | 16 742 | 23 183 | 21 933 | 20 200 | 19 675 | -    | -    | -    |

| 2019 | - | - | - | - | - | - | - | - |
| ---- | - | - | - | - | - | - | - | - |
| -    | - | - | - | - | - | - | - | - |

## Administració
| Període   | Identitat                | Partit |
| --------- | ------------------------ | ------ |
| 1944-1945 | Pierre Duchatelet        |        |
| 1945-1947 | Louis Jourdin            |        |
| 1947-1983 | Jean Leplat              |        |
| 1977-1983 | Jean-Claude Provo        | PS     |
| 1983-1998 | Marie-Marguerite Massart | UDF    |
| 1998-     | Francis Vercamer         | NC     |

## Agermanaments
- Mossley
- Aljustrel
- Wiehl